# José María Navia-Osorio
José María Navia-Osorio García-Braga (Oviedo, Asturias, 1953) es un médico y político español. Fue Consejero de Sanidad del Gobierno de Asturias en su VIII legislatura, desde el 18 de julio de 2011 hasta el 28 de mayo de 2012. Es bisnieto de Faustino Rodríguez-San Pedro, exministro, senador y alcalde de Madrid.

## Formación y trayectoria
Cursó sus estudios en el colegio Loyola - P.P. Escolapios de Oviedo. Realizó posteriormente los estudios de medicina en la Universidad de Oviedo alcanzando los grados de licenciado y posteriormente de doctor.
Especialista en Medicina Interna, es además Experto Universitario en Gestión y Logística sanitaria y Diplomado en medicina de empresa.
Creador de la primera Unidad de Cuidados Medios de Asturias. Adjunto del Servicio de Medicina Interna del Hospital San Agustín de Avilés.
Entre 1996 y 2002 fue Subdirector Provincial del Insalud en Asturias, responsable de la asistencia sanitaria. Producidas las transferencias sanitarias en 2002 pasó a desempeñar distintos cargos técnicos como funcionario en la Consejería de Sanidad y posteriormente del SESPA.
Ha sido Secretario de la Sección de Hospitales del Sindicato Médico de Asturias (SIMPA) entre 1992 y 1996. Durante ocho años fue presidente de la Comisión de Sanidad del PP y miembro del Consejo de Administración del SESPA en representación de la Junta General del Principado de Asturias. En el año 2010 se dio de baja en el PP, siendo uno de los primeros de la formación en Oviedo, para formar parte meses después de Foro Asturias.
Fue Coordinador de Sanidad de Foro Asturias, cargo del que dimitió en febrero de 2015 debido a las tensiones generadas en el proceso de primarias del partido en Oviedo. En abril de 2015 comunicó públicamente su baja del partido Foro Asturias como consecuencia del proceso de elección del nuevo candidato a la alcaldía de Oviedo por parte del partido.
Fue Consejero de Sanidad del Gobierno de Asturias, cargo del que tomó posesión el 18 de julio de 2011 y en el que permaneció hasta que tras las elecciones autonómicas adelantadas de 2012 el Gobierno de Foro Asturias presidido por Francisco Álvarez-Cascos fue sustituido por el Gobierno del PSOE presidido por Javier Fernández.
| Predecesor: José Ramón Quirós García | Consejero de Sanidad del Principado de Asturias 2011-2012 | Sucesor: Faustino Blanco González |

- Datos: Q5943250